# Куп Херцег-Босне у фудбалу
Куп Херцег-Босне је било фудбалско такмичење за клубове Хрвата из Босне и Херцеговине за вријеме рата у БиХ и послијератним годинама. Куп је организовао Фудбалски савез Хрватске Републике Херцег-Босне. Најуспјешнији клуб у овом такмичееу је био ХНК Љубушки са двије освојене титуле.
У фудбалском првенству и купу Херцег-Босне играла је већина фудбалских клубова из опшина Босне и Херцеговине са већинским хрватским становништвом: ХШК Зрињски Мостар, НК Широки Бријег, НК Бротњо, НК Посушје, ХНК Орашје, НК Жепче, ХНК Љубушки, ХНК Груде, НК Троглав Ливно, ХНК Томислав Томиславград, ХНК Купрес, ХНК Слога Ускопље, ХНК Рама, ХНК Столац, ХНК Чапљина, НК Кисељак, НК Витез, НК Станић Крешево, НК Нови Травник и НК Електробосна Јајце.
Током рата и након њега у Босни и Херцеговини, фудбалска такмичења су била подијељена по националној основи, тако да су у Босни и Херцеговини Бошњаци, Срби и Хрвати играли одвојене националне лиге и купове. Од сезоне 2000/2001, бошњачка и хрватска лига су се спојиле у једну, створивши Премијер лига Босне и Херцеговине, а од те сезоне се игра и јединствени Куп Босне и Херцеговине.

## Финале купе
| Сезона     | Завршнице      | Освајач | Резултат            | Финалиста     |
| ---------- | -------------- | ------- | ------------------- | ------------- |
| 1994/1995. | Широки Бријег  | Љубушки | 2 : 0               | Слога Ускопље |
| 1995/1996. | Мостар         | Љубушки | 1 : 1 (4 : 1 (11m)) | Широки Бријег |
| 1996/1997. | Мостар         | Троглав | 1 : 0               | Орашје        |
| 1997/1998. | Мостар         | Орашје  | 0 : 0 (3 : 2 (11m)) | Широки Бријег |
| 1998/1999. | Мостар         | Бротњо  | 1 : 1 (4 : 2 (11m)) | Широки Бријег |
| 1999/2000. | Кисељак Орашје | Орашје  | 0 : 2 7 : 2         | Кисељак       |